# The Vanished (film)
Pour les articles homonymes, voir The Vanished.
Pour plus de détails, voir Fiche technique et Distribution.
The Vanished (anciennement titré Hour of Lead) est un thriller psychologique américain écrit, coproduit et réalisé par Peter Facinelli, sorti en 2020.

## Synopsis
Un couple et leur fille de 10 ans s'installent dans un camping au bord d'un lac. Mais le jour même de leur arrivée, celle-ci disparaît. La police ne parvenant pas à faire avancer l'enquête, le couple décide de prendre les choses en main.

## Fiche technique
Sauf indication contraire, les informations mentionnées dans cette section peuvent être confirmées par la base de données cinématographiques IMDb,  présente dans la section « Liens externes ».
- Titre original : The Vanished
- Titre ancien : Hour of Lead[1]
- Réalisation et scénario : Peter Facinelli
- Musique : Sacha Chaban
- Direction artistique : Scott Daniel
- Décors : Burns Burns
- Costumes : Leah Hudspeth et Alesha Mitchell
- Photographie : Cory Geryak
- Montage : Vaughn Bien III
- Production : Jeff Elliott, Peter Facinelli, Brandon Menchen et Sasha Yelaun
- Production déléguée : Shanan Becker, Bill Bromiley, Alastair Burlingham, John Jencks, Joseph Lanius, Nat McCormick, Chris Mullinax, Gary Raskin, Jonathan Saba, Shaun Sanghani, Joe Simpson, Jay Taylor, Simon Williams et Peter Winther
- Sociétés de production : Adonais Productions, Benay's Birds & Animals et Brickell & Broadbridge International
- Société de distribution : Saban Films (États-Unis)
- Pays de production :  États-Unis
- Langue originale : anglais
- Format : couleur
- Genre : thriller psychologique
- Durée : 115 minutes
- Dates de sortie :
  - États-Unis : 28 février 2020 (Festival du film de Mammoth) ; 22 juin 2020 (vidéo à la demande)
  - France : 2 juin 2021 (vidéo à la demande)

## Distribution
- Thomas Jane (VFB : Jean-Michel Vovk) : Paul Michaelson
- Anne Heche (VFB : Marie Van Ermengem) : Wendy Michaelson
- Jason Patric : le shérif Baker
- Alex Haydon : Justin
- Aleksei Archer : Miranda
- Kristopher Wente : Eric
- John D. Hickman : Tom
- Sadie et K.K. Heim : Taylor
- Peter Facinelli : le député Rakes

## Production
En 2018, au début du projet, Laurence Fishburne et Thomas Jane sont pressentis pour un rôle.
Le tournage a lieu en février 2019, à Tuscaloosa en Alabama,.

## Accueil

### Festival et sorties
Le film est sélectionné et présenté au Festival du film de Mammoth, avant d'être mis en vidéo à la demande dès le 21 août 2020,.
En France, il sort le 2 juin 2021 en vidéo à la demande.

### Critique
Le film reçoit une note de 21 % sur 14 critiques sur Rotten Tomatoes.